# بوكس إلدر
بوكس إلدر (داكوتا الجنوبية) (بالإنجليزية: Box Elder, South Dakota)‏ هي مدينة تقع في الولايات المتحدة في مقاطعة بنينغتون، داكوتا الجنوبية. يقدر عدد سكانها بـ 7,800 نسمة ومساحتها 36.03 كم2 وترتفع عن سطح البحر 924 متر.

## التركيبة السكانية
قام مكتب تعداد الولايات المتحدة بتحديد بيانات التركيبة السكانية لبوكس إلدرفي تعداد الولايات المتحدة. في ما يلي، التركيبة السكانية حسب تعدادي 2000 و2010.

### تعداد عام 2000
بلغ عدد سكان بوكس إلدر 2,841 نسمة بحسب تعداد عام 2000، وبلغ عدد الأسر 993 أسرة وعدد العائلات 750 عائلة مقيمة في المدينة.
وتوزع التركيب العرقي للمدينة بنسبة 83.42% من البيض و 5.60% من الأمريكيين الأصليين و 2.08% من الأمريكيين ذوي الأصول الآسيوية و 0.11% من سكان جزر المحيط الهادئ و 2.29% من الأمريكيين الأفارقة و 5.81% من عرقين مختلطين أو أكثر.
بلغ عدد الأسر 993 أسرة كانت نسبة 48.0% منها لديها أطفال تحت سن الثامنة عشر تعيش معهم، وبلغت نسبة الأزواج القاطنين مع بعضهم البعض 50.4% من أصل المجموع الكلي للأسر، ونسبة 19.6% من الأسر كان لديها معيلات من الإناث دون وجود شريك، وكانت نسبة 24.4% من غير العائلات. تألفت نسبة 17.3% من أصل جميع الأسر من أفراد ونسبة 1.8% كانوا يعيش معهم شخص وحيد يبلغ من العمر 65 عاماً فما فوق. وبلغ متوسط حجم الأسرة المعيشية 3.20، أما متوسط حجم العائلات فبلغ 2.86.
بلغ العمر الوسطي للسكان 26 عاماً. وكانت نسبة 34.6% من القاطنين تحت سن الثامنة عشر، وكانت نسبة 13.1% بين الثامنة عشر والأربعة وعشرون عاماً، ونسبة 30.9% كانت واقعةً في الفئة العمرية ما بين الخامسة والعشرون حتى والأربعة وأربعون عاماً، ونسبة 18.2% كانت ما بين الخامسة والأربعون حتى الرابعة والستون، ونسبة 3.3% كانت ضمن فئة الخامسة والستون عاماً فما فوق. يوجد لكل 100 أنثى 98.9 ذكر، ويوجد لكل 100 أنثى في الثامنة عشر من عمرها فما فوق 95.7 ذكر.
بلغ متوسط دخل الأسرة في المدينة 32,344 دولار، أما متوسط دخل العائلة فبلغ 35,020 دولار. وكان متوسط دخل الذكور 24,596 دولار مقابل 17,313 دولار للإناث. وسجل دخل الفرد الخاص بالمدينة 12,692 دولار. وكانت نسبة 13.0% من العائلات ونسبة 15.9% من السكان تحت خط الفقر، وكان من هؤلاء نسبة 21.3% تحت سن الثامنة عشر ونسبة 6.9% في الخامسة والستين من العمر وما فوق.

### تعداد عام 2010
بلغ عدد سكان بوكس إلدر 7,800 نسمة بحسب تعداد عام 2010، وبلغ عدد الأسر 2,443 أسرة وعدد العائلات 1,968 عائلة مقيمة في المدينة. في حين سجلت الكثافة السكانية 561.2 نسمة لكل ميل مربع (216.7/كم2). وبلغ عدد الوحدات السكنية 2,828 وحدة بمتوسط كثافة قدره 203.5 لكل ميل مربع (78.6/كم2).
وتوزع التركيب العرقي للمدينة بنسبة 79.5% من البيض و 4.4% من الأمريكيين الأصليين و 2.2% من الأمريكيين ذوي الأصول الآسيوية و 0.4% من سكان جزر المحيط الهادئ و 5.1% من الأمريكيين الأفارقة و 6.0% من عرقين مختلطين أو أكثر.
بلغ عدد الأسر 2,443 أسرة كانت نسبة 55.2% منها لديها أطفال تحت سن الثامنة عشر تعيش معهم، وبلغت نسبة الأزواج القاطنين مع بعضهم البعض 60.6% من أصل المجموع الكلي للأسر، ونسبة 14.1% من الأسر كان لديها معيلات من الإناث دون وجود شريك، بينما كانت نسبة 5.8% من الأسر لديها معيلون من الذكور دون وجود شريكة وكانت نسبة 19.4% من غير العائلات. وبلغ متوسط حجم الأسرة المعيشية 3.26، أما متوسط حجم العائلات فبلغ 2.95.
بلغ العمر الوسطي للسكان 23.5 عاماً. وكانت نسبة 33.6% من القاطنين تحت سن الثامنة عشر، وكانت نسبة 20.4% بين الثامنة عشر والأربعة وعشرون عاماً، ونسبة 30.3% كانت واقعةً في الفئة العمرية ما بين الخامسة والعشرون حتى والأربعة وأربعون عاماً، ونسبة 13% كانت ما بين الخامسة والأربعون حتى الرابعة والستون، ونسبة 2.9% كانت ضمن فئة الخامسة والستون عاماً فما فوق. وتوزع التركيب الجنسي للسكان بنسبة 51.9% ذكور و48.1% إناث.